# Bupleurum ranunculoides
Bupleurum ranunculoides är en flockblommig växtart som beskrevs av Carl von Linné. Bupleurum ranunculoides ingår i släktet harörter, och familjen flockblommiga växter.

## Underarter
Arten delas in i följande underarter:
- B. r. orbiculatum
- B. r. ajanense
- B. r. oblongifolium
- B. r. ranunculoides

## Bildgalleri

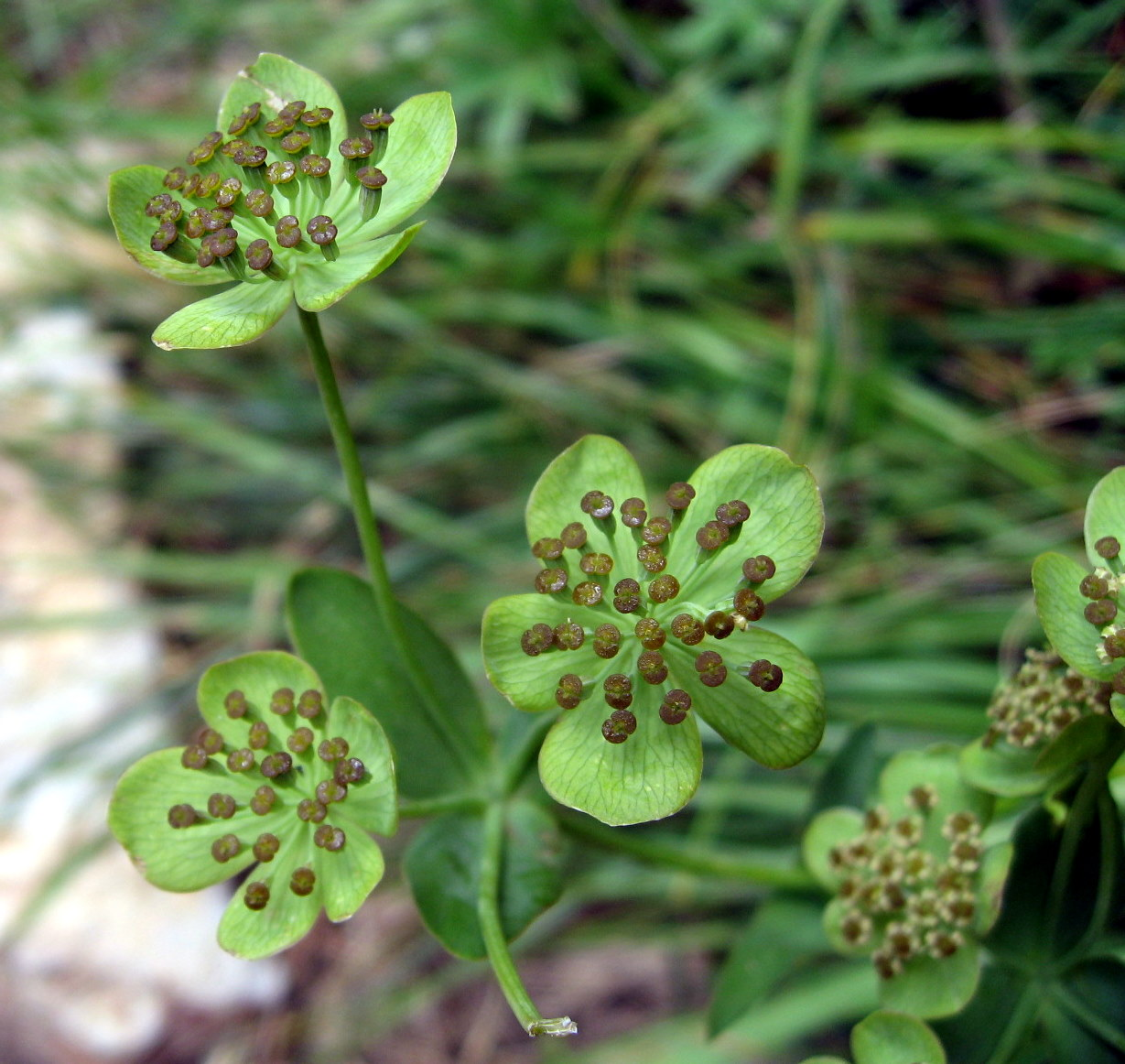
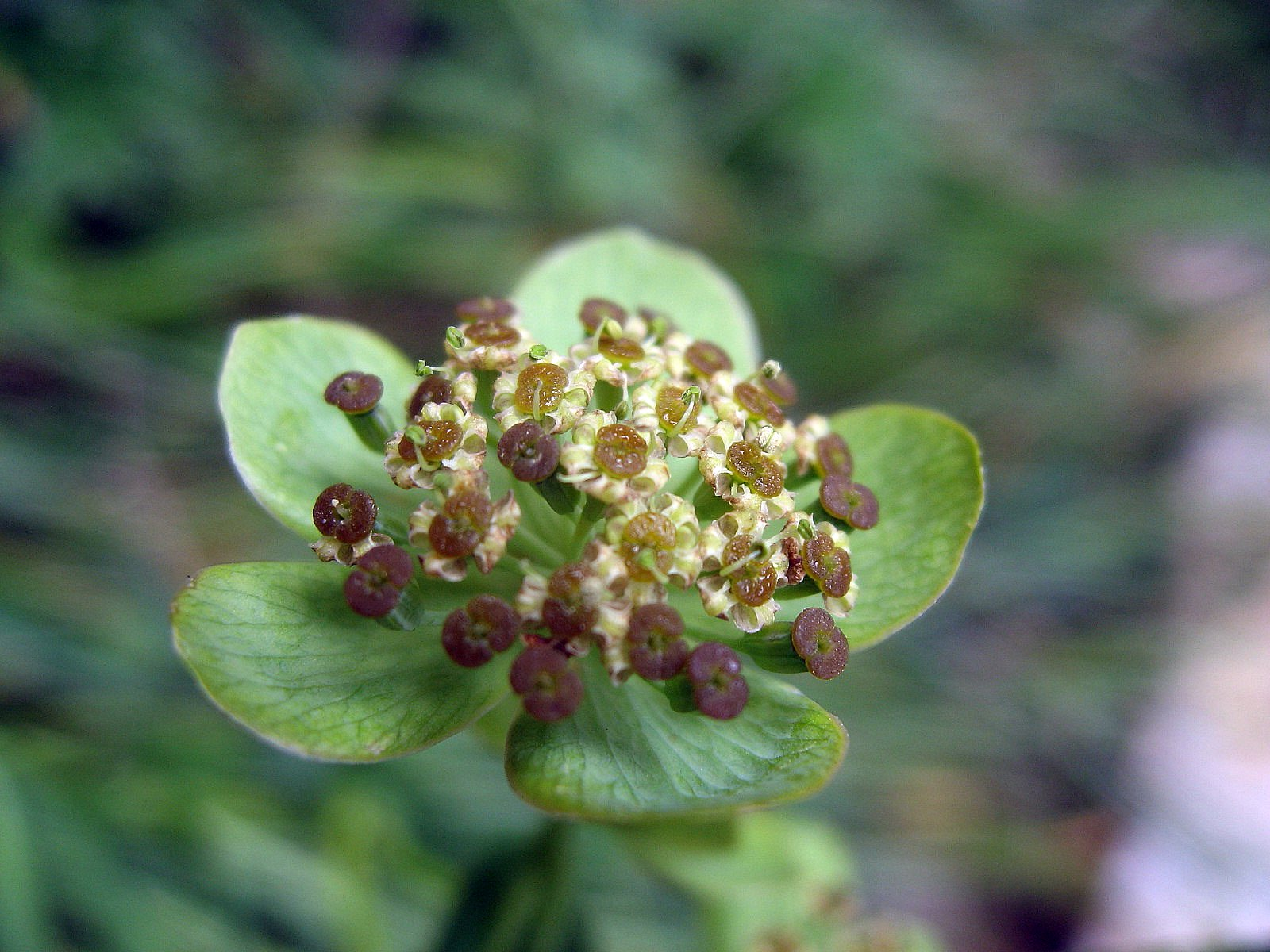
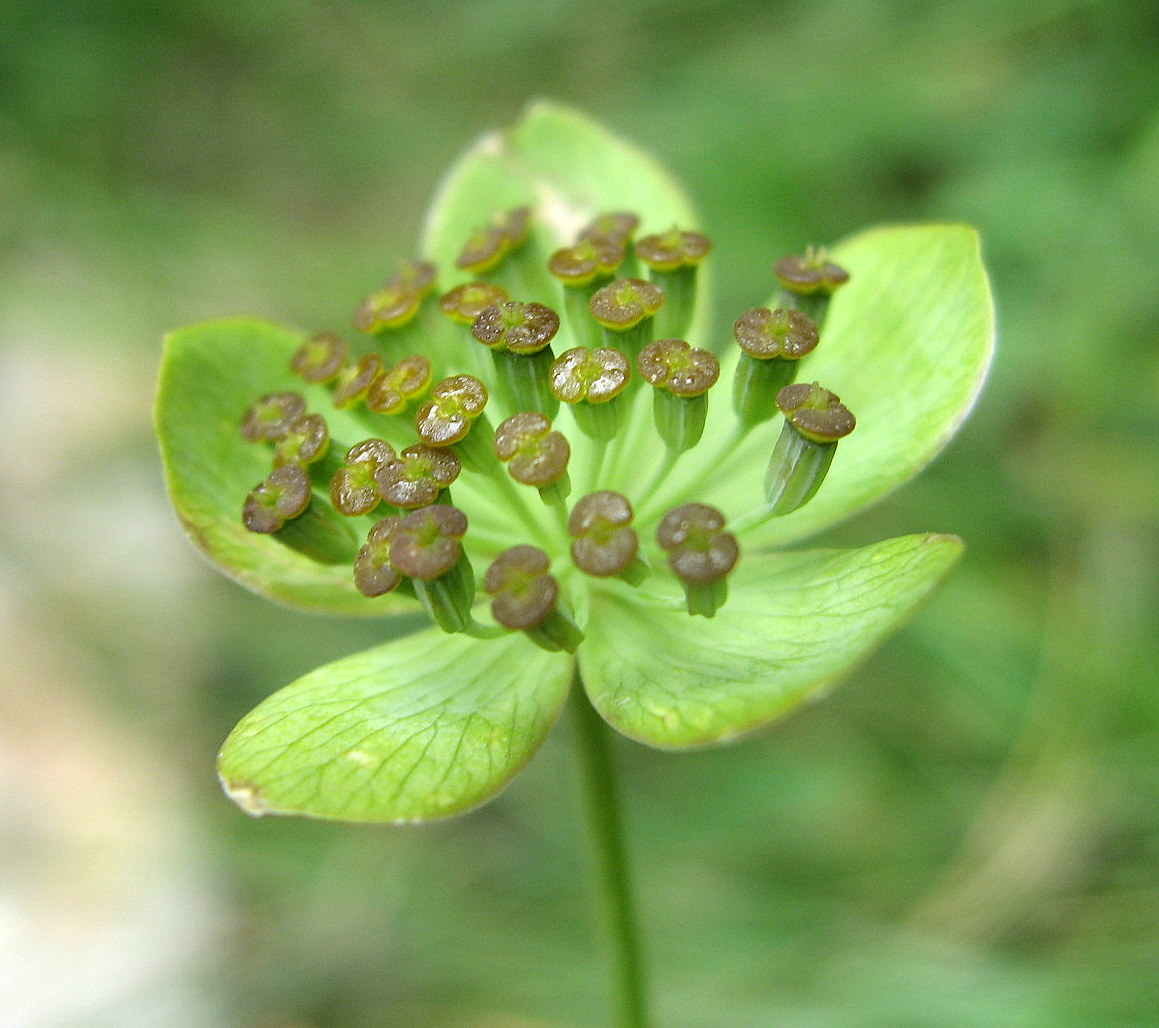
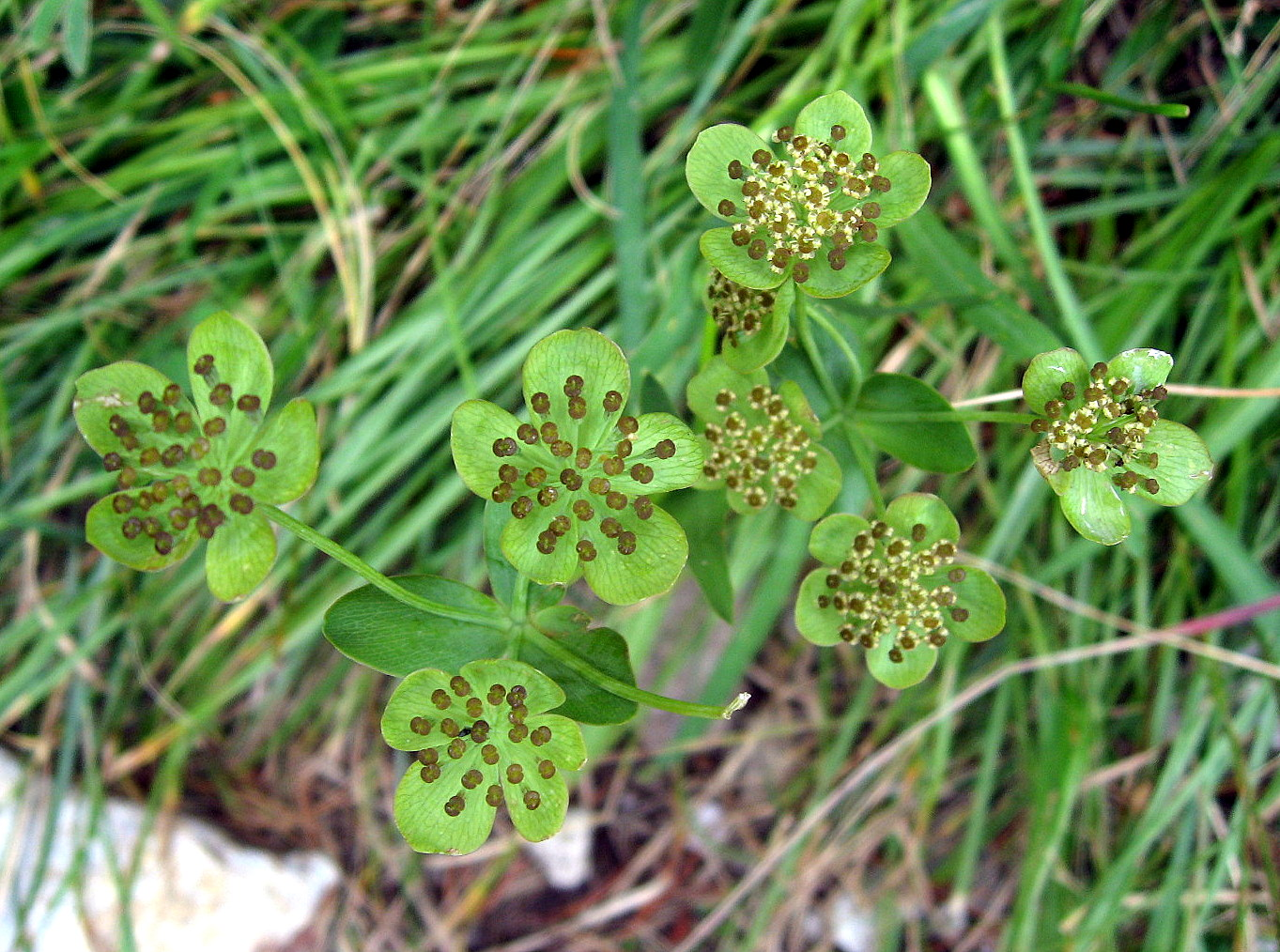
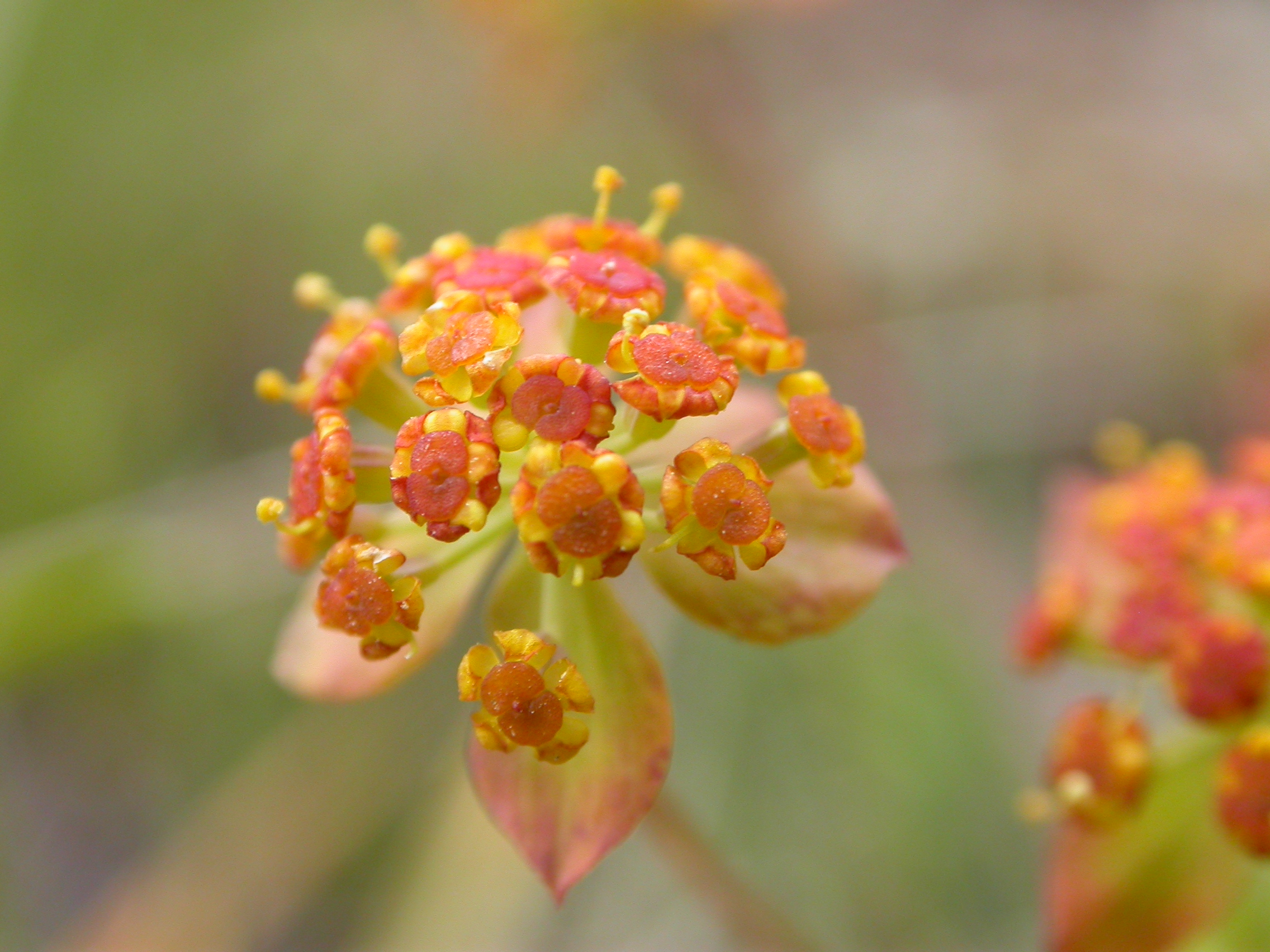
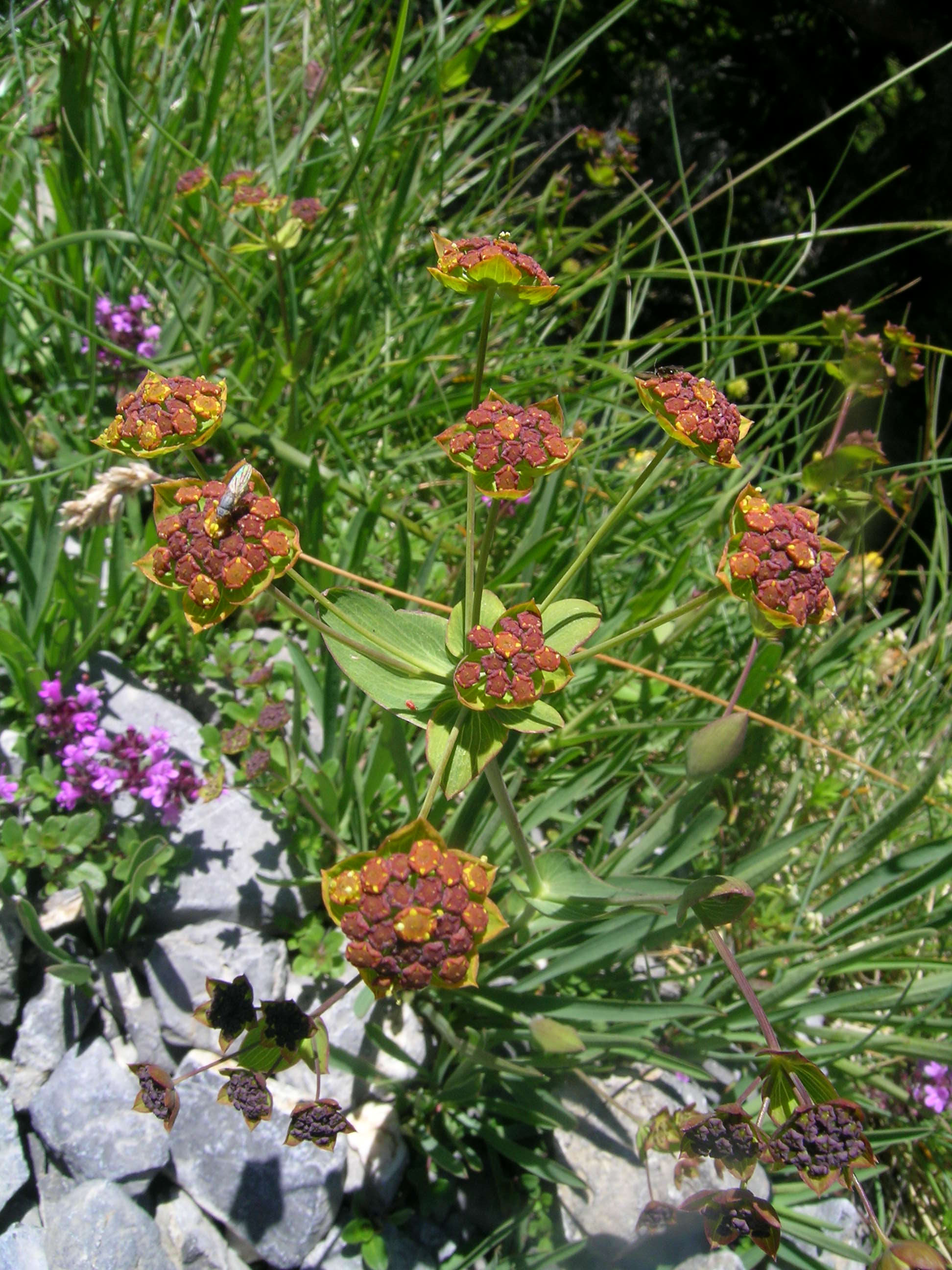